# Medare
Medare (cyr. Медаре) – wieś w Serbii, w okręgu zlatiborskim, w gminie Sjenica. W 2011 roku liczyła 398 mieszkańców.